# گونگ یونگ ریج
گونگ یونگ ریج (به لاتین: Gongnyong Ridge) یک منطقه حفاظت‌شده در کره جنوبی است که در استان گانگوون واقع شده‌است.